# Гарднер, Трент
Трент Гарднер (англ. Trent Gardner; 1961-2016, США) — американский прогрессив-рок/прогрессив-метал композитор, вокалист и музыкальный продюсер; сооснователь(со своим братом Уйэном Гарднером) и единственный постоянный участник группы Magellan.

## Биография
Трент Гарднер родился в музыкальной семье.  Мать научила его играть на фортепиано, а отец играл  на кларнете и  пел в различных группах (каждый ребёнок в семье Гарднера владел каким-либо духовым инструментом).
Гарднер начал заниматься на кларнете, однако в средней школе перешёл на саксофон и, в конце концов,  в девятом классе закончил освоением тромбона.  Как говорил Гарднер, его вхождение в мир музыки было его версией “Опуса мистера Холланда".  Превосходный учитель  заинтересовал Гарднера всем, что связано с музыкой, и помог ему обучаться. 

Его имя Рик Лютер, и без него я, возможно, занимался бы сейчас чем-нибудь другим. Думаю, сейчас он всё ещё учит классы в высшей школе. Уж поверьте - подобные люди оказывают  огромное влияние на окружающих – большее, чем вы можете себе представить.
Оригинальный текст (англ.)His name is Rick Luther and without him, I'd probably be doing something else today. I think he still teaches high school groups today. Believe me, somebody like that makes a bigger impact on people than you can imagine.

На протяжении почти десяти лет Трент был полицейским в прибрежной зоне. Он начал службу в 21 год, оставил её вскоре после выхода альбома Hour Of Restoration.  

Я не променяю этот опыт ни на что. Я на самом деле знаю людей с такой стороны, с какой их многие никогда не видели. Странным образом этот опыт помог мне с тем, чем я занимаюсь сейчас. Я откровенно могу сказать, что легче разобраться с преступником, держа его на прицеле, чем  сделать прог-рок альбом… намного легче!
Оригинальный текст (англ.)I wouldn't trade the experience for anything. I really know people in a way that most never get the chance to. In a strange way, that experience has helped me with what I do now. I can honestly say it's much easier to take down a felon at gunpoint that it is to produce a progressive rock album…way easier!

## ДискографияMagellan
Музыкальное видео
- Icons - Music Video (2015)

Синглы
- Icons (2015)
- 25 Or 6 To 4  (2014)
- Cynic's Anthem (2013)
- The Better Suite (2013)
- Good to Go? (2012)
- Keep It (2012)
- Hello,Goodbye (2012)
- Dust in the Wind (feat. Rob Lopez) (2012)

Студийные альбомы
- Inert Momentum (TBA)
- Innocent God (2007)
- Symphony for a Misanthrope (2005)
- Impossible Figures (2003)
- Hundred Year Flood (2002)
- Test of Wills (1997)
- Impending Ascension (1993)
- Hour of Restoration (1991)

## Проекты Трента Гарднера
- Magellan
- Explorers Club: Age of Impact (1997)
- Encores, Legends & Paradox (A tribute to ELP - 1999)
- Стив Уолш : Glossolalia (2000)
- Explorers Club: Raising The Mammoth (2001)
- Leonardo: The Absolute Man (2001) : концептуальный альбом о жизни Леонардо да Винчи
- Jack Foster III : The Evolution of JazzRaptor (2003)
- Jack Foster III : Raptorgnosis (2005)
- Jack Foster III : Tame Until Hungry (2007)
- Jack Foster III : Jazzraptor's Secret (2008)